# Cotidiano Mujer
Cotidiano Mujer es un colectivo feminista uruguayo, fundado en 1985, que se dedica a la comunicación y a los derechos humanos. La organización es una de las principales exponentes del movimiento feminista uruguayo.

## Inicios del colectivo
El colectivo fue creado en el contexto de la recuperación democrática en Uruguay, después de la dictadura cívico-militar que gobernó el país entre 1973 y 1985. Entre las integrantes fundacionales estuvieron Lilián Celiberti, Elena Fonseca y Anna María Colucci. También se sumaron la fotógrafa Elena Peri y la dibujante Lala Severi, entre otras personas.

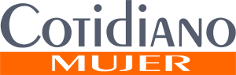
Logo anterior de la organización Cotidiano Mujer.

## Actividad

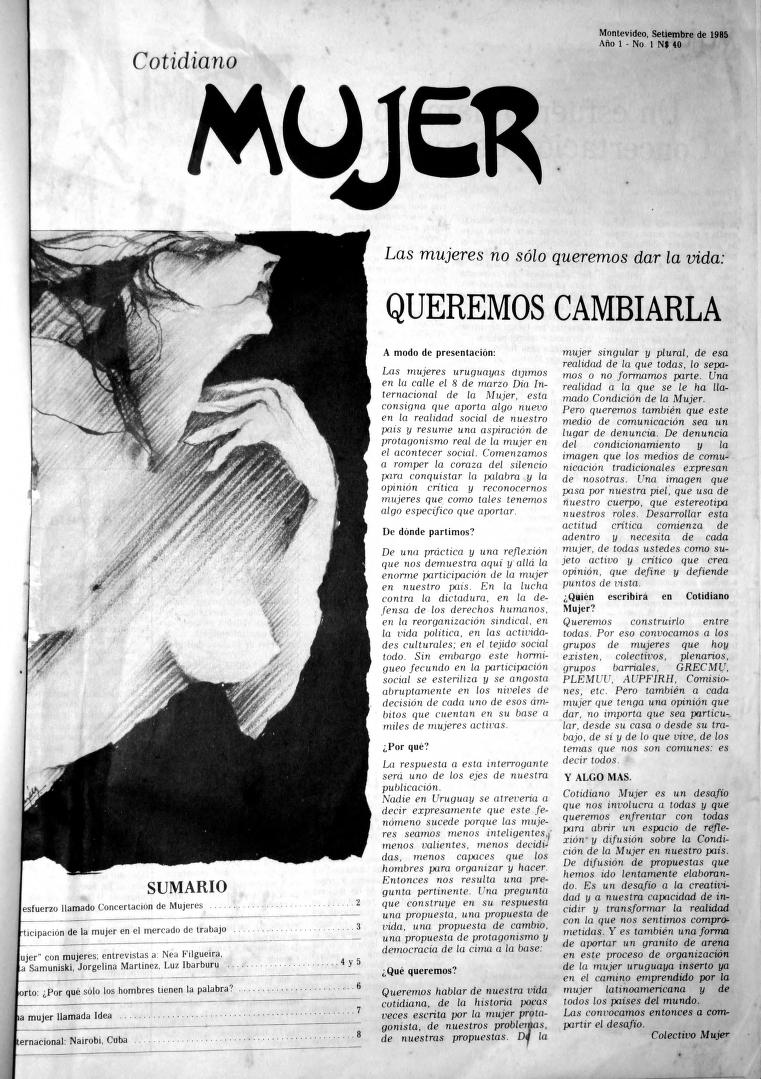
Portada del primer número de la revista Cotidiano Mujer

Su trabajo está centrado en la comunicación política feminista. Incorpora la perspectiva feminista en temas de la agenda pública como el aborto, los derechos sexuales y reproductivos, la participación política de las mujeres y la ética del cuidado. Junto con Mujer y Salud en Uruguay, fue una de las principales organizaciones que promovió en la agenda pública la despenalización del aborto en el período de redemocratización de Uruguay, luego de la dictadura, a mediados de 1980. A lo largo de su historia, buscó interpelar al Estado reclamando políticas públicas en estos temas y en otros, como las políticas públicas contra la violencia doméstica.
Desde sus comienzos el colectivo publicó la revista Cotidiano Mujer, con el objetivo de dar visibilidad a aspectos de la vida cotidiana de las mujeres, así como denunciar y cuestionar la imagen de la mujer en los medios de comunicación tradicionales. El primer número se publicó en septiembre de 1985. La revista se centró en temas como los derechos laborales, la despenalización del aborto y la participación política de las mujeres, entre otros. La publicación periódica tuvo cinco épocas, abarcando un período amplio entre 1985 y 2013.
En 1994 el colectivo comenzó a emitir el programa de radio "Nunca en Domingo", en CX22 Radio Universal, con la conducción de Elena Fonseca y la colaboración de intelectuales y organizaciones sociales. Era un programa periodístico centrado en temas de derechos humanos. Se repetía en diversas emisoras de Uruguay. El programa se emitió hasta diciembre de 2015. A partir de 2016, "Nunca en Domingo" se convirtió en una radio digital llamada Radio Nunca en Domingo.
Cotidiano Mujer coorganiza desde 2012 el festival de cine y derechos humanos "Tenemos que ver". Desde 2016 impulsa el "Premio Nacional de Prensa Escrita Marcelo Jelen" que se otorga a periodistas de Uruguay que han contribuido a "(...) desarticular el pensamiento único, promuevan la diversidad y la no discriminación".
El colectivo ha organizado encuentros, campañas y debates, entre los que se encuentran las Jornadas de Debate Feminista que, desde 2014, tienen como objetivo articular la producción académica y la generada desde el activismo feminista, creando espacios de diálogo entre las personas que desarrollan su actividad en las universidades y en movimientos sociales. También produce libros, materiales audiovisuales, seminarios y talleres.
En 2017 coorganizó el 14.º Encuentro Feminista Latinoamericano y del Caribe (EFLAC), que tuvo lugar en Montevideo y contó con la presencia de mujeres de todo el continente.
Cotidiano Mujer integra diversas redes y espacios de coordinación. A nivel nacional, integra la Intersocial Feminista, la Coalición por una Comunicación Democrática y la Coordinadora de la Marcha por la Diversidad, entre otras. A nivel internacional es parte de la Coalición DESC y de la Articulación Feminista Marcosur (AFM), una corriente de pensamiento y acción política creada en el año 2000 e integrada por organizaciones feministas de diversos países latinoamericanos.